# 해운대 블루라인파크
해운대 블루라인파크는 해운대 동해남부선 폐선 구간을 활용한 부산광역시 해운대구의 공원이다. 이 공원 위로 궤도 노선인 해운대 해변열차와 해운대 스카이캡슐이 운행한다. 2020년 10월 7일에 공원의 개장과 함께  해변열차가 개통하였다. 그리고 스카이 캡슐은 2021년 2월 4일로 개통되었다.